# Lokosphinx/Saison 2012
Dieser Artikel listet Erfolge und Fahrer des Radsportteams Lokosphinx in der Saison 2012 auf.

## Erfolge in der UCI Europe Tour
| Datum        | Rennen                                                 | Kat. | Fahrer            |
| ------------ | ------------------------------------------------------ | ---- | ----------------- |
| 23. März     | 2. Etappe Volta ao Alentejo                            | 2.2  | Alexei Kunschin   |
| 24. März     | 3. Etappe Volta ao Alentejo                            | 2.2  | Sergei Schilow    |
| 23.–25. März | Gesamtwertung Volta ao Alentejo                        | 2.2  | Alexei Kunschin   |
| 22. April    | Vuelta a la Rioja                                      | 1.1  | Jewgeni Schalunow |
| 14. Juli     | 2. Etappe Grande Prémio Internacional de Torres Vedras | 2.2  | Sergei Belich     |

## Platzierungen in UCI-Ranglisten
| UCI Continental Circuit | Platz |
| ----------------------- | ----- |
| UCI Europe Tour 2012    | 50    |

## Mannschaft
| Name               | Geburtstag        | Nationalität | Team 2011                       |
| ------------------ | ----------------- | ------------ | ------------------------------- |
| Michail Antonow    | 4. Januar 1986    | Russland     | Itera-Katusha                   |
| Sergei Belich      | 4. März 1990      | Russland     | Lokomotiv-Urbycolan             |
| Pawel Karpenkow    | 4. März 1992      | Russland     | Neoprofi                        |
| Maxim Kosirew      | 22. Juni 1991     | Russland     | Neoprofi                        |
| Alexei Kunschin    | 20. Oktober 1987  | Russland     | Katusha Continental Team (2008) |
| Pawel Ptaschkin    | 23. Juni 1990     | Russland     | Itera-Katusha (2010)            |
| Alexei Rybalkin    | 16. November 1993 | Russland     | Neoprofi                        |
| Jewgeni Schalunow  | 8. Januar 1992    | Russland     | Neoprofi                        |
| Sergei Schilow     | 6. Februar 1988   | Russland     | Moscow (2009)                   |
| Dmitri Sokolow     | 19. März 1988     | Russland     | Katusha Continental Team (2010) |
| Kirill Sweschnikow | 10. Februar 1992  | Russland     | Neoprofi                        |

## Track Team
| Name               | Geburtstag       | Nationalität | Team 2011                       |
| ------------------ | ---------------- | ------------ | ------------------------------- |
| Artur Jerschow     | 7. März 1990     | Russland     | Lokomotiv (2009)                |
| Roman Iwlew        | 4. November 1993 | Russland     | Neoprofi                        |
| Waleri Kaikow      | 7. Mai 1988      | Russland     | Lokomotiv (2009)                |
| Pawel Karpenkow    | 4. März 1992     | Russland     | Neoprofi                        |
| Maxim Kosirew      | 22. Juni 1991    | Russland     | Neoprofi                        |
| Alexei Kunschin    | 20. Oktober 1987 | Russland     | Katusha Continental Team (2008) |
| Andrei Sasanow     | 25. Januar 1994  | Russland     | Neoprofi                        |
| Sergei Schilow     | 6. Februar 1988  | Russland     | Moscow (2009)                   |
| Dmitri Sokolow     | 19. März 1988    | Russland     | Katusha Continental Team (2010) |
| Kirill Sweschnikow | 10. Februar 1992 | Russland     | Neoprofi                        |